# Aurelia Gutiérrez-Cueto Blanchard
Aurelia Gutiérrez Blanchard (Santander, 1 de diciembre de 1877 - Valladolid, 24 de agosto de 1936) fue una pedagoga española, hermana de la pintora María Blanchard.

## Biografía
Era hija de Enrique Gutiérrez Cueto, periodista y fundador del diario El Atlántico, y Concha Blanchard Santisteban. Se crio en un ambiente muy familiar donde todos fueron muy influenciados por su abuelo, Cástor Gutiérrez de la Torre que, al igual que el padre de Aurelia, era también periodista y fundador de un periódico regional, La Abeja Montañesa. El hecho de que su padre fuese aficionado a la pintura contribuyó a que tanto ella como su hermana, María Blanchard, tuvieran un gran interés por el arte, aunque solo fuera su hermana la que finalmente se dedicara profesionalmente a ese campo. Poco después de la muerte de su padre, en 1904, toda la familia se trasladó a Madrid, donde Aurelia estudió en la Escuela Superior del Magisterio y se casó con Manuel Barahona Mugüerza con quien tuvo varios hijos: Manuel Barahona Gutiérrez, Regina Barahona Gutiérrez (1905-1994), Enrique Barahona Gutiérrez (1911-1941) y Elena Barahona Gutiérrez (1912-2010).
A principios de septiembre de 1914, Aurelia llegó como profesora a la Escuela Normal de Maestras de Jaén. Posteriormente, llegó a Melilla en el año 1925 como profesora de Pedagogía en la Escuela General y Técnica de Melilla, donde también llegó a Directora interina de la Escuela Normal del Magisterio Primario de Melilla en abril de 1932. En el trascurso de este periodo fue nombrada Catedrática de la Universidad de Granada, donde más adelante impartió clases de Pedagogía y Prácticas de enseñanza en las titulaciones de Magisterio.
Pensionada por la Junta para Ampliación de Estudios e Investigaciones Científicas para varias estancias en Ginebra, sus estudios comparativos de la normativa británica para la educación le permitieron publicar, a partir de la década de 1930, artículos sobre la reorganización de la escuela primaria, «fomentando la expansión de las escuelas-taller e intentando que se redujera la masificación de las aulas que hacía que los maestros no pudieran atender a cada niño de forma individual según sus necesidades». También escribió artículos dedicados a apoyar la luchar por los derechos de las mujeres.
Cuando estalló la guerra civil española, Aurelia se encontraba en Valladolid como profesora de paidología en la Escuela normal de esa ciudad. En verano de 1936 fue asesinada antes de que salieran las listas de profesores sancionados.